# Xylena brunnea
Xylena brunnea är en fjärilsart som beskrevs av Tutt 1892. Xylena brunnea ingår i släktet Xylena och familjen nattflyn. Inga underarter finns listade i Catalogue of Life.